# Raistlin - I fratelli in armi
Raistlin - I fratelli in armi (titolo originale Brothers in Arms) è un romanzo fantasy scritto da Margaret Weis e Don Perrin e pubblicato per la prima volta nel 1999 in America dalla TSR. È il secondo romanzo del ciclo Le Cronache di Raistlin.

## Trama
Il secondo ed ultimo libro dedicato all'addestramento dei gemelli narra della loro esperienza come mercenari nell'esercito del Barone Pazzo, Ivor di Langtree, un nobile votato alle cause buone ed onorevoli, che viene reclutato con l'inganno in una terribile ed ingiusta battaglia contro la cittadina di Fine della Speranza.
La battaglia, promossa dal generale delle truppe dei draghi, Lord Ariakas, con un motivo tanto futile quanto ingiustificato, è in realtà un pretesto per un proposito ben più losco: sotto suggerimento della Regina delle Tenebre, infatti, il Signore dei Draghi intende mandare un manipolo scelto di uomini per rubare le uova dei draghi buoni, che riposano nella montagna alla quale la cittadella è addossata, ed usarle per i propri piani.
Il "manipolo scelto" è composto da due soli elementi: Kitiara, sorellastra dei gemelli, all'inizio della sua scalata al potere degli Eserciti dei Draghi, ed Immolatus, un drago rosso sanguinario e decisamente inaffidabile.
I gemelli si trovano così, senza saperlo, a combattere dalla stessa parte della sorellastra che non vedono da anni. Sarà però grazie a loro, ed all'intervento prezioso del loro amico mezzo kender Scrounger, che si eviterà sia la distruzione della pacifica cittadina, sia il furto delle uova dei draghi metallici.
Il libro, scritto nel 1999, conclude la saga delle avventure in solitaria dei due gemelli adolescenti: esso riporta negli ultimi capitoli una premonizione di quella che sarà, alla fine della saga delle Leggende, la morte di Kitiara.

## Edizioni
- Margaret Weis e Don Perrin, Raistlin - I fratelli in armi, traduzione di Annarita Guarnieri, collana Armenia, Armenia Editore, 1999, ISBN 88-344-1167-6.